# Österreichische Bundesforste
Österreichische Bundesforste (zkratka ÖBf, česky Rakouské spolkové lesy) je rakouská státní akciová společnost, jež obhospodařuje na 850 tisíc hektarů plochy, z níž se jedná o 510 tisíc hektarů lesů. Téměř polovinu plochy tvoří oblasti spadající pod přírodní ochranu.

## Historie
Původní společnost, zajišťující správu rakouských lesů, jež náležely do majetku tehdejší habsburské panovnické dynastie, byla založena roku 1925 se sídlem ve Vídni na ulici Vordere Zollamtsstraße čp. 9. Poté došlo k přeložení hlavního sídlo do Purkersdorfu. V době nacismu (1938–1945) byl úřad spojen s říšským lesnickým úřadem.

Roku 1997 byla založena stávající akciová společnost, jež je ze sta procent vlastněna Rakouskou republikou, spadá do kompetence Spolkového ministerstva zemědělství, lesnictví, regionů a vodního hospodářství (Bundesministerium für Land- und Forstwirtschaft, Regionen und Wasserwirtschaft) a vyplácí státu polovinu svého zisku.

## Současnost
Vedle prodeje dřeva se společnost zaměřuje na pronájem svých svěřených pozemků pro sjezdovky či stezky pro horská kola, provozování malých větrných, solárních, vodních elektráren a elektráren na biomasu. Provoz zajišťuje 964 zaměstnanců (stav k roku 2021). Ze 33,3% vlastní společnost elektránu na biomasu ve Vídni-Simmeringu, dvacetipětiprocentní podíl ve firmě Mayr-Melnhof Holz byl v roce 2014 opuštěn.

Österreichische Bundesforste spolupracují na projektech Světového fondu na ochranu přírody (WWF) nebo Birdlife, které se snaží vracet původní druhy zpět do volné přírody. Výsadba nových stromů probáhí v kooperaci se společností Suzuki. Ve své správě má akciová společnost také od roku 1919 zámek Eckartsau, od roku 1938 i zámek Lamberg a klášter Millstatt.